# Chennai Open 2007
Il Chennai Open 2007 è stato un torneo di tennis giocato sul cemento.
È stata la 12ª edizione del Chennai Open,
che fa parte della categoria International Series nell'ambito dell'ATP Tour 2007.
Si è giocato al SDAT Tennis Stadium di Chennai in India, dal 1º gennaio all'8 gennaio 2007.

## Campioni

### Singolare
Xavier Malisse ha battuto in finale  Stefan Koubek con il punteggio di 6–1, 6–3

### Doppio
Xavier Malisse /  Dick Norman hanno battuto in finale  Rafael Nadal /  Bartolomé Salvá-Vidal con il punteggio di 7–6(4), 7–6(4)